# San Xoán de Río
San Xoán de Río település Spanyolországban, Ourense tartományban. San Xoán de Río Ribas de Sil, A Pobra de Trives, Chandrexa de Queixa és Castro Caldelas községekkel határos. Lakosainak száma 518 fő (2024).

## Népesség
A település népessége az elmúlt években az alábbi módon változott:
| Lakosok száma | 1000 | 864  | 811  | 759  | 685  | 632  | 561  | 531  | 508  | 518  |
|               | 2001 | 2004 | 2007 | 2009 | 2012 | 2014 | 2017 | 2019 | 2022 | 2024 |